# Колд-Лейк
Колд-Лейк (англ. Cold Lake — «Холодное озеро») — озеро в провинциях Альберта и Саскачеван в Канаде. Расположено в 290 километрах северо-восточнее Эдмонтона на границе Альберты и Саскачевана, но почти полностью находится в провинции Альберта. Одно из больших озёр Канады — площадь 373 квадратных километра. Основное питание с севера и северо-востока от озера Примроз, многих малых озёр и речек через реки Мартинау и Медлей. Сток на восток через реку Колд в реку Бивер. Глубина озера — до 99 метров. Высота над уровнем моря 535 метров. В озере обитает 24 вида рыб, в том числе форель, налим, сиг, щука, окунь. На берегу озера расположен город с тем же названием Колд-Лейк.
Часть озера, расположенная на территории Саскачевана, является частью большого провинциального парка Медоу-Лейк, а со стороны Альберты на побережье озера находится провинциальный парк Колд-Лейк площадью 398 гектаров. Кроме того на берегах озера находятся: Frenchman’s Bay Provincial Recreation Area, English Bay Provincial Recreation Area, Cold Lake Municipal District Park и Kinosoo Park. На берегах озера активно развивается туризм, к услугам отдыхающих пляжи, игровые площадки, места для пикников, причалы для каноэ, парусников и катеров. Изюминкой отдыха на озере является спортивное рыболовство.

## Происхождение названия
Индейцы, жившие на берегах озера, называли его Kinosoo или «большая рыба». Европейские поселенцы назвали это озеро «холодным» за его глубокую, холодную воду.